# سیارک ۱۴۴۴۶
سیارک ۱۴۴۴۶ (به انگلیسی: 14446 Kinkowan، نامگذاری:1992UP6) چهارده هزار و چهارصد و چهل و ششمین سیارک کشف شده‌است که در ۳۱ اکتبر ۱۹۹۲ کشف شد.
قدر مطلق سیارک برابر ۵۱.۲ است.